# Frau im Mond
Frau im Mond ist ein 1928/29 nach der gleichnamigen Romanvorlage von Thea von Harbou gedrehter Science-Fiction-Stummfilm von Fritz Lang. Er ist einer der letzten deutschen Stummfilme.

## Handlung
Der Mondexperte Professor Georg Manfeldt vermutet Wasser, Sauerstoff und große Goldvorkommen auf der erdabgewandten Seite des Mondes – eine Theorie, für die er in der Wissenschaft ignoriert und ausgelacht wird. Er lebt völlig verarmt auf dem Dachboden eines Hauses. Allein der Ingenieur und Flugwerftbesitzer Wolf Helius glaubt an Manfeldts Theorien. Gemeinsam mit dem Ingenieur Windegger und dessen Verlobter, der Astronomiestudentin Friede Velten, arbeitet Helius an der Verwirklichung der ersten Mondexpedition. In den „Helius-Werften“ entsteht dafür ein imposantes Raketenschiff namens „Friede“, in dem Helius, Windegger, Manfeldt und Velten aufbrechen wollen.
Der Ganove Turner erpresst durch Bombenanschläge auf die Raketenwerft und den zeitweiligen Diebstahl der Konstruktionspläne den Mitflug. Er soll im Auftrag eines Quintetts von zwielichtigen Geschäftsleuten (den „Gehirnen und Scheckbüchern“) die kommerzielle Goldausbeute des Mondes vorbereiten. Außerdem fliegt der kleine Gustav, Sohn von Helius’ Fahrer, als blinder Passagier mit.
Der Flug zum Mond verläuft relativ glatt, aber mit der Landung beginnt eine Kette von verhängnisvollen Ereignissen. Zuerst wird bei der Beinahebruchlandung des Schiffes das Triebwerk im Mondsand verschüttet; außerdem gehen die Wasservorräte verloren. Windegger, der sich schon kurz vor dem Start als psychisch labil erwiesen hat, bringt durch panische Überreaktionen immer wieder Unruhe in die Expedition. Dann verunglückt Professor Manfeldt tödlich, nachdem er in einer Grotte tatsächlich – mittels einer Wünschelrute – Gold gefunden hatte.
Schließlich wird bei einer Schießerei Turner, der das Raumschiff in seine Gewalt bringen will, getötet und durch eine verirrte Kugel einer der Sauerstofftanks zerstört. Als Konsequenz müssen Helius und Windegger ausknobeln, wer von beiden auf dem Mond zurückbleiben soll, damit der verbliebene Sauerstoff für die Rückreise der anderen Passagiere reicht. Der verzweifelte Windegger zieht den kürzeren, aber Helius, der unglücklich in Friede Velten verliebt ist, gibt Windegger und Friede Velten Schlafmittel in einen Abschiedstrunk und instruiert den Jungen, wie das Raumschiff zu steuern ist. Das Raketenschiff verlässt ohne Helius den Mond. Der freiwillig zurückbleibende Helius hofft, dass er durch eine zweite Mondexpedition bald gerettet werden kann. Zu seiner Überraschung ist aber auch Friede zurückgeblieben. Sie hatte das Schlafmittel in ihrem Trank bemerkt und Helius' Plan durchschaut.

## Produktion

### Drehbuch und Titel

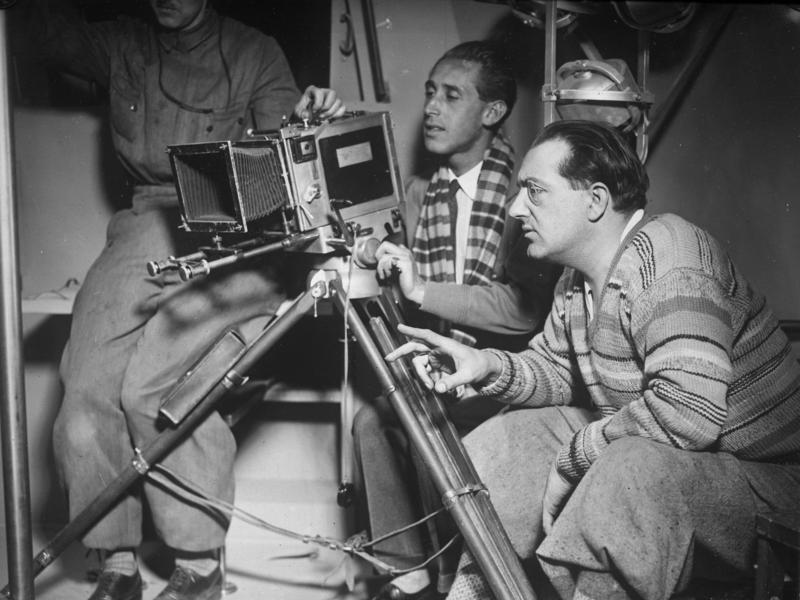
Fritz Lang mit Kameramann Curt Courant (Mitte) bei den Dreharbeiten zum Film Frau im Mond (1929)

Der Titel des Films, der den Mitflug einer Frau bei dem gewagten Unternehmen herausstreicht, beruht auf einem Roman von Thea von Harbou.
Ähnlich wie Metropolis, Fritz Langs anderer großer Science-Fiction-Film, ist Frau im Mond mit über zweieinhalb Stunden Laufzeit sehr lang. Er ist grob in zwei Teile geteilt, von denen der erste eher dem Spionage-Genre zuzuordnen ist, während der zweite vom Start der Mondrakete, dem Flug zum Mond und dem Aufenthalt auf dem Trabanten handelt.
Das markante Poster, auf dem eine Rakete dominiert, schuf der Grafiker Kurt Degen, der bereits Plakate für Metropolis entwarf.

### Technische Elemente und Tricktechnik
Fritz Lang legte im Rahmen des damaligen Kenntnisstandes größten Wert auf eine wissenschaftlich fundierte Darstellung der technischen Details von Start, Flug und Landung sowie der Mondlandschaft. Deshalb wurde als technischer Berater Professor Hermann Oberth, ein Pionier der Raketenforschung, engagiert. Ein weiterer Raketenpionier, Rudolf Nebel, wurde von Oberth als technischer Mitarbeiter eingestellt, und beide zusammen konstruierten eine zwei Meter lange Rakete, die zu Werbezwecken auf Anregung von Willy Ley bei der Premiere in den Himmel geschossen werden sollte, aber leider nicht funktionierte. Die Rakete, das Startgestell und weitere Komponenten wurden im Anschluss an die Produktion von den Raketenentwicklern im neu gegründeten Raketenflugplatz Berlin-Reinickendorf weiterverwendet. Aus den technischen Elementen in Verbindung mit einer guten Tricktechnik entstanden die besten Szenen des Films. Getreu der Theorie des Astronomen Peter Andreas Hansen und damals noch verbreiteter wissenschaftlicher Annahmen kommen in dieser Geschichte auf der Rückseite des Mondes tatsächlich Sauerstoff, Wasser und Gold vor.
Fritz Lang erfand anlässlich dieses Films den Countdown, der den Start der Rakete wie bei den späteren wirklichen Mondflügen einleitet: „Als ich das Abheben der Rakete drehte, sagte ich mir: Wenn ich eins, zwei, drei, vier, zehn, fünfzig, hundert zähle, weiß das Publikum nicht, wann die losgeht. Aber wenn ich rückwärts zähle, zehn, neun, acht, sieben, sechs, fünf, vier, drei, zwei, eins, NULL! – dann verstehen sie.“
Der Film wurde von Oktober 1928 bis Juni 1929 von der Universum Film AG in den Ufa-Ateliers Neubabelsberg in Potsdam gedreht. Im Filmstudio wurde eine Mondlandschaft und eine imposante schwarz-weiße Mondrakete erbaut. Um die Mondlandschaft möglichst realistisch darzustellen, wurde für die Dreharbeiten eine Güterzugladung von 40 Waggons mit Ostseesand in das Filmstudio geschafft.
Das Aussehen der Filmrakete mit ihrem schwarz-weißen Anstrich (für eine Absorption oder Reflexion der Sonnenstrahlung, je nach Drehung) erinnert an die V2, die spätere „Wunderwaffe“ des Zweiten Weltkrieges. Das ist vermutlich dem Umstand zu verdanken, dass an diesem Film die Berater Oberth und Nebel mitwirkten. Sie waren überzeugt, dass ein Mondflug, wie er im Film gezeigt wird, schon in unmittelbarer Zukunft realisiert werden könne: „Es ist nicht 'Kintopp', was hier gespielt wird“, schrieb Ley zur Uraufführung, „es ist eine, wenn auch praktisch noch nicht vollkommen erreichte Wahrheit.“
Oberth wurde später Mitglied des V2-Konstruktionsteams von Wernher von Braun.
Im Film wird vom tatsächlichen Start der Rakete nur die Zündung gezeigt, denn bis dahin war noch niemandem gelungen, eine gesteuerte Rakete zu starten. Theoretische Überlegungen von Hermann Oberth führten zu dem Schluss, dass eine größere bemannte Rakete aus einem Wasserbecken heraus gestartet werden müsse, weil sie zu leicht sei, um frei zu stehen. Das Schiff ist in mehreren Etagen mit Kabinen ausgerüstet, in denen Betten stehen, in denen sich die Besatzung zum Start festschnallt. An den Decken und auf den Böden befinden sich Schlaufen, damit sich die Besatzung in der Schwerelosigkeit halten kann. Wie bereits bei Jules Verne ging man davon aus, dass es Schwerelosigkeit nur kurzzeitig gebe, an einem Punkt, an dem sich die Gravitation der Erde und des Mondes gegenseitig aufheben würden.
Die Besatzung wirft auch einen Blick auf die Erdkugel, die hier als Kreis mit klarem Blick auf die Kontinente gezeigt wird, umgeben von einer dünnen Aura der Atmosphäre. Weil man Sauerstoff auf der Rückseite des Mondes vermutet hat, muss das Schiff auf der erdabgewandten Seite landen. Die Erdkugel verschwindet aus dem Blickfeld. Das löst bei einem Besatzungsmitglied sofort Beklemmungen und Heimweh aus. Lang hat den Überflug über den Mond so realistisch wie möglich gefilmt, der Boden rollt sich unter der Kamera hinweg, und es wird dabei die im Vergleich zur Erde größere Krümmung der Mondkugel deutlich. Die Mondlandschaft selbst besteht aus Sand und Sanddünen und sehr steilem Gebirge. Die Besatzung trägt, um der geringeren Schwerkraft zu begegnen, so etwas wie Bleischuhe mit dicken Sohlen. Die zunächst verwendeten Raumanzüge, die wie altmodische Taucheranzüge aussehen, erweisen sich als überflüssig, da man auf Langs Mond atmen kann.

### Tontechnik
Da zur Zeit der Fertigstellung des Werks der Tonfilm schon begonnen hatte, den Stummfilm rasch zu verdrängen, wünschten die Vertreter der Verleiherin UFA, dass Lang es nachträglich um Toneffekte ergänzen würde. Dieser wehrte sich aus künstlerischen Überlegungen heftig gegen das Ansinnen, was zum vollständigen Zerwürfnis in der ohnehin schon abgekühlten Beziehung zur UFA führte.

## Premieren
- Deutschland: 15. Oktober 1929 (UA)
- Großbritannien: 22. Juli 1930
- USA; 6. Februar 1931[6]

Nach der Freigabe durch die Filmzensur am 25. September 1929 wurde der Film am 15. Oktober 1929 im Ufa-Palast am Zoo in Berlin uraufgeführt und von der UFA Filmverleih GmbH (Berlin) vertrieben. Bei der Premiere des Films war auch der Nobelpreisträger Albert Einstein zugegen.

## Erfolg und Rezeption
Kommerziell war Die Frau im Mond eher enttäuschend, ging aber als einer der letzten großen Stummfilme in die deutsche Filmgeschichte ein.
In den 1960er Jahren wurde Fritz Lang wegen seiner innovativen Verdienste mit Frau im Mond im Umfeld der US-Raumfahrt wiederholt als Ehrengast und Referent eingeladen.
Tondokumente:
„Zu dem Film“, wie es auf den Plattenetiketten heißt, wurden auch zwei theme songs geschrieben, die auf Grammophonplatten in den Handel kamen. Beispiele:
- Schöne Frau im Mond. English Waltz (Jerry Wiga, Text: Armin Robinson, Charles Amberg) zu dem Film Die Frau im Mond. Marek Weber und sein Orchester, mit Refraingesang. Electrola E.G.1614 (BNR 821-2), aufgenommen im Beethoven-Saal zu Berlin.
- Schöne Frau im Mond. English Waltz (H. Wiga, A. Robinson, Ch. Amberg) zu dem Film Die Frau im Mond. Fred Bird Rhythmicans, Gesang Luigi Bernauer. Homocord 4-3370, Matr.Nr. H 62 177 / Made in Germany 1930[8]
- Heimlich singt für uns die Liebe, English Waltz (W. Schmidt-Genter – F. Rotter) zu dem Film Die Frau im Mond. Fred Bird Rhythmicans, Gesang Luigi Bernauer. Homocord 4-3370, Matr.Nr. H 62 176 / Made in Germany 1930[9]

Seine deutsche Fernsehpremiere hatte der Film – aufgeteilt auf zwei Abende – am 12. und 13. Juli 1969 im ZDF, also erst 40 Jahre nach seiner Uraufführung, nur Wochen vor der ersten bemannten Mondlandung. Dazu schrieb der Evangelische Film-Beobachter folgende Kritik (Fazit): „Einer der letzten Filme, die Fritz Lang in Deutschland gemacht hat, ein Unterhaltungsfilm, bestehend zu einem Viertel aus Utopie, zu drei Vierteln aus einer belanglosen Liebesgeschichte. […] Trotzdem stellenweise höchst packend und eindrucksvoll inszeniert. Interessant vor allem für Filmhistoriker und Lang-Spezialisten.“
Eine wichtige Rolle spielt der Film in Pierre Jarawans Roman Frau im Mond (2025).

## Restaurierung
Im Gegensatz zu anderen deutschen Stummfilmen der 1920er Jahre hat sich Frau im Mond ohne große Verluste erhalten. Der Film wurde 2001 von der Friedrich-Wilhelm-Murnau-Stiftung direkt vom Originalnegativ restauriert, so dass man ihm sein Alter (optisch) nicht ansieht.  Eine DVD-Edition der restaurierten Fassung ist mit einer neu eingespielten Musikimprovisation des Pianisten Javier Pérez de Azpeitia erschienen.